# Giro dell'Appennino 1938
Il Giro dell'Appennino 1938, quinta edizione della corsa (nota al tempo come "Circuito dell'Appennino"), si svolse il 21 agosto 1938 su un percorso di 140 km con partenza e arrivo a Pontedecimo. Riservato a ciclisti indipendenti e dilettanti, fu vinto dall'italiano Luigi Ferrando, che completò il percorso in 4h14'57" precedendo i connazionali Achille Bucco e Antonio Racca. Conclusero la prova, organizzata dalla Polisportiva Valpolcevera, 36 degli 80 ciclisti al via.

## Percorso
La prova prese il via da Pontedecimo e si avviò verso Novi Ligure superando il Passo dei Giovi, Arquata Scrivia e Serravalle Scrivia; da lì rientro fin quasi Pontedecimo (sempre via Giovi) per affrontare il "Circuito" propriamente detto, con nell'ordine Campomorone, Passo della Bocchetta, Voltaggio, Castagnola e il Passo dei Giovi, e rientrare infine a Pontedecimo dopo 140 km di gara.

## Ordine d'arrivo (Top 10)
| Pos. | Corridore          | Squadra        | Tempo    |
| ---- | ------------------ | -------------- | -------- |
| 1    | Luigi Ferrando     | G.S. Tellini   | 4h14'57" |
| 2    | Achille Bucco      | Sampierdar.    | a 2'53"  |
| 3    | Antonio Racca      | U.C.A.T.       | s.t.     |
| 4    | Guerrino Tomasoni  | S.C. Paracchi  | s.t.     |
| 5    | Giovanni Piotto    | S.C. Binda     | a 3'15"  |
| 6    | Fausto Coppi       | D. Montecatini | a 4'55"  |
| 7    | Ernesto Zuppa      | Pol. Giordana  | a 6'15"  |
| 8    | Donato Papini      | Sampierdar.    | s.t.     |
| 9    | Domenico Pedevilla | Sampierdar.    | s.t.     |
| 10   | Mauro Valle        | U.S. Dronero   | a 6'50"  |